# Maurizio Varini
Maurizio Varini (Castiglione delle Stiviere, 30 augustus 1978) is een Italiaans voormalig wielrenner. Hij reed in zijn carrière voor Miche en Ceramica Flaminia. Zijn enige profoverwinning behaalde hij in 2005, toen hij de vijfde etappe van de Koers van de Olympische Solidariteit op zijn naam schreef. In het algemeen klassement eindigde hij als tweede, op slechts 26 seconden van de winnaar. Andere goede resultaten waren een vijfde plaats in de Ronde van Mendrisiotto en een achtste plaats in de Ronde van Lazio.

## Overwinningen
2005
- 5e etappe Koers van de Olympische Solidariteit

## Grote rondes
Geen